# Let My Children Hear Music
Let My Children Hear Music — альбом композитора Чарльза Мінґуса, випущений лейблом Columbia Records у 1972 році, продюсером якого виступив Тео Масеро. Музика написана для великого джазового оркестру, і Мінґус працював з кількома аранжувальниками, оркестрантами та диригентами, зокрема з Саєм Джонсоном та Аланом Рафом, щоб реалізувати деякі зі своїх найамбітніших композицій. В оригінальній анотації до альбому Мінґус описав його як «найкращий альбом, який я коли-небудь робив».
За цей альбом Мінґус був номінований на премію Ґреммі 1973 року в категорії Найкращі нотатки до альбому (не класичного), програвши Тому Т. Голлу за альбом Tom T. Hall's Greatest Hits.

## Трек-лист
Всі треки написані Чарльзом Мінґусом.
| #     | Назва                                                         | Тривалість |
| ----- | ------------------------------------------------------------- | ---------- |
| 1.    | «The Shoes of the Fisherman's Wife Are Some Jiveass Slippers» | 9:34       |
| 2.    | «Adagio ma Non Troppo»                                        | 8:22       |
| 3.    | «Don't Be Afraid, the Clown's Afraid Too»                     | 9:26       |
| 4.    | «Taurus in the Arena of Life» (перевидання на CD)             | 4:17       |
| 5.    | «Hobo Ho»                                                     | 10:07      |
| 6.    | «The Chill of Death»                                          | 7:38       |
| 7.    | «The I of Hurricane Sue»                                      | 10:09      |
| 59:33 |                                                               |            |

## Персоналії
- Лонні Гіллєр — труба
- Джуліус Воткінс — валторна
- Боббі Джонс — тенор-саксофон
- Джо Вайлдер — труба
- Чарльз Маккрекен — віолончель
- Чарльз Макферсон — альт-саксофон
- Джеймс Муді — тенор-саксофон
- Роланд Ганна — піаніно
- Снукі Янг — свинцева труба
- Денні Річмонд — барабани